# Собор Святого Георгия (Фритаун)
Собор Святого Георгия (англ. St. George's Cathedral) — англиканский собор, расположенный в районе Правительственный причал, в городе Фритаун, столице Сьерра-Леоне. Является одним из старейших соборов в стране.

## История
Строительство собора Святого Георгия началось в 1817 году и было завершено в 1828 году. Собор был одной из крупнейших церквей во Фритауне и имел один из самых высоких показателей посещаемости в Сьерра-Леоне. Сейчас это кафедральный собор, являющийся резиденцией епископа и штаб-квартирой епархии Фритауна, которая принадлежит к Англиканской церкви Западной Африки. Епископ — Преподобный Томас Арнольд Икуника Уилсон.